# Siły Zbrojne Demokratycznej Republiki Armenii
Siły Zbrojne Demokratycznej Republiki Armenii (arm. Հայկական Բանակ, ros. Национальная армия Армении) – oficjalna nazwa wojska Demokratycznej Republiki Armenii, istniejącej w latach 1918–1920.

## Historia
Po rewolucji lutowej 1917 r. przedstawiciele diaspory ormiańskiej w Rosji zwrócili się do Rządu Tymczasowego o umożliwienie powrotu na Zakaukazie oficerów i żołnierzy armii carskiej pochodzenia armeńskiego. Premier Aleksander Kiereński, popierający aspiracje narodowościowe armeńskich dasznaków, wyraził zgodę na tę prośbę. Latem 1917 r. na froncie tureckim zostało sformowanych sześć pułków armeńskich, zgrupowanych jesienią tego roku w dwie dywizje piechoty. Pod koniec 1917 r. utworzono Ochotniczy Korpus Armeński. Dowództwo Korpusu objął gen. Foma Nazarbekow (Towmas Nazarbekian). Szefem sztabu został gen. Wyszinski. W skład Korpusu weszły:
- 1 Dywizja – dowódca gen. Aleksandr Areszian,
- 2 Dywizja – dowódca płk Mowses Silikow (Mowses Silikian),
- Brygada Konna – płk Gorganian,
- Pułk Lorinski,
- Pułk Szuszinski,
- Pułk Achałkałacki,
- Pułk Chazachrski.

Do Korpusu włączono też Dywizję Zachodnioarmeńską gen. Andranika Torosa Ozaniana w składzie trzech brygad.

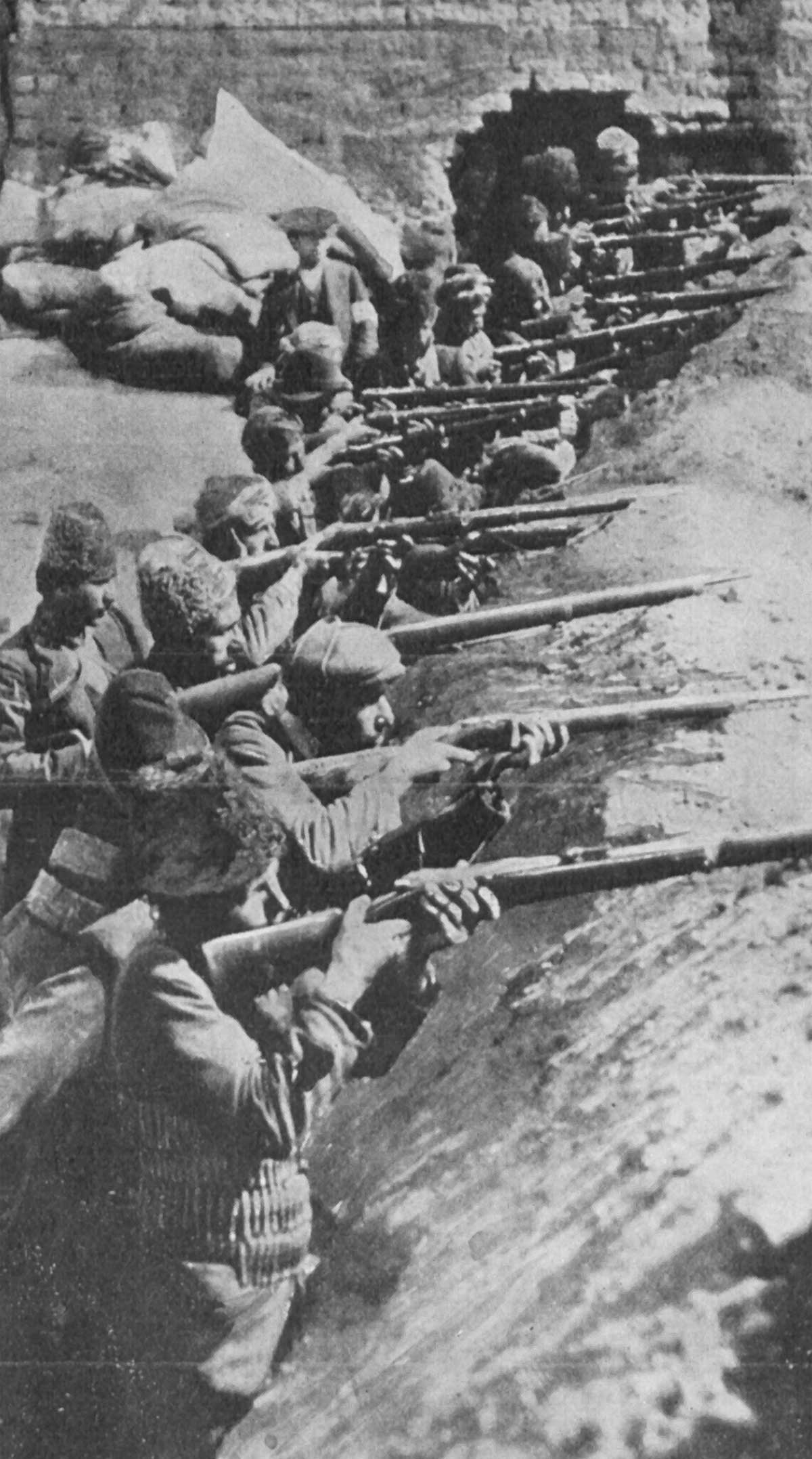
Oddziały armeńskie w prowincji Wan podczas walk z Turkami

W poł. grudnia 1917 r. pomiędzy wojskami rosyjskimi i tureckimi doszło do zawarcia zawieszenia broni, w rezultacie którego Rosjanie wycofali się z obszaru Zachodniej (Tureckiej) Armenii. Na pocz. 1918 r. pozostawały tam jedynie kilkutysięczne nieregularne oddziały wojskowe złożone głównie z ochotników armeńskich. Po proklamowaniu Zakaukaskiej Demokratycznej Republiki Federacyjnej 10 lutego 1918 r., Turcja zawarła z nią w maju tego roku rozejm. Ochotniczy Korpus Armeński został rozmieszczony wzdłuż granicy z Turcją. Jednakże 15 maja Turcy zerwali rozejm, atakując ziemie armeńskie. Oddziały Korpusu pobiły wojska tureckie w kilku bitwach i powstrzymały ich natarcie w głąb Armenii w najważniejszej bitwie pod Sardarapatem 21–24 maja.
W wyniku tego zwycięstwa 28 maja w ocalonym Erywaniu została proklamowana Demokratyczna Republika Armenii. Jednym z głównych problemów nowego państwa było stworzenie sił zbrojnych. Pierwszym ministrem obrony został gen. Iwan Achwerdow (Iwan Achwerdian). W marcu 1919 r. zastąpił go gen. Christofor Araratow (Chaczatur Araratian). Od kwietnia 1920 r. stanowisko to zajmował gen. Drastamat Kanajan.
Pomimo zawarcia pod naciskiem Ententy rozejmu z Turkami 4 czerwca w Batumi zagrożenie militarne ze strony Imperium Osmańskie nie zniknęło. Dlatego formowanie armeńskiej armii przebiegało w szybkim tempie. W Tyflisie w połowie lipca został utworzony sztab tymczasowy pod kierownictwem gen. Iwana Bagramowa (Iwana Bagramiana), którego zadaniem było nadzór nad przenoszeniem z Rosji armeńskich drużyn narodowych. 26 lipca Samodzielny Korpus Armeński został przeformowany w Samodzielną Dywizję Armeńską, na czele której stanął b. dowódca Korpusu gen. T. Nazarbekian. Liczyła ona ok. 20 tys. żołnierzy, w tym ponad 800 oficerów. Poszczególne jej oddziały stacjonowały w Erywaniu, Dilidżanie i Nor Bayazit. W skład nowo formowanej armii armeńskiej wchodził ponadto garnizon Aleksandropola w sile brygady piechoty, garnizon fortecy w Karsie, pułk partyzancki i pułk konny, stacjonujące w Karsie, pułki piechoty w Szusza, Lori, Achałkalaki, Nucha i Achalciche, pułk rezerwowy w Lori, dwa bataliony saperów, trzy plutony samochodowe, 3 Kaukaski Oddział Lotniczy i cztery stacje radiowe, rozmieszczone przy drogach Tyflis–Aleksandropol i Aleksandropol–Culfa. Działała również szkoła oficerska z batalionem szkoleniowym.
Latem 1919 r. interwencyjne wojska brytyjskie opuściły Baku, dzięki czemu Demokratyczna Republika Azerbejdżanu mogła prowadzić niezawisłą politykę zagraniczną. Pierwszym jej aktem było zawarcie 16 czerwca 1919 r. sojuszu wojskowego z Demokratyczną Republiką Gruzji, wymierzonego w Białych i Armenię. W odpowiedzi gen. Anton Denikin podpisał z Ormianami tajną umowę wojskową. Biali byli jedyną siłą wojskową, która z zewnątrz wspierała armię armeńską uzbrojeniem, amunicją i wyposażeniem wojskowym. W tej sytuacji Armenia zaczęła poszukiwać możliwości zawarcia sojuszy militarnych z innymi państwami. W tym celu w listopadzie 1919 r. do USA została wysłana misja wojskowa pod kierownictwem gen. Jakowa Bagratuniego. Po spotkaniach z wieloma amerykańskimi wojskowymi i działaczami politycznymi na przełomie 1919/1920 r., w tym z sekretarzem obrony, Amerykanie odrzucili możliwość udzielenia pomocy wojskowej Demokratycznej Republice Armenii.
W 1920 r. armeńskie siły zbrojne składały się z czterech brygad piechoty, niepełnej brygady kawalerii (ogółem dwanaście pułków piechoty i kawalerii), brygady artylerii, niepełnej brygady granicznej, trzech pułków ochronnych w Erywaniu, Aleksandropolu i Karsie, samodzielnego pułku piechoty gen. Drastamata Kanajana i samodzielnego oddziału kawalerii płk. Garegina Nżde oraz garnizonów fortec w Aleksandropolu i Karsie. Ponadto w skład armeńskiej armii wchodziły oddział samochodowy, oddział samochodów pancernych, eskadra lotnicza w Erywaniu (prawdopodobnie 3 samoloty) i eskadra lotnicza w Karsie (ok. 9 samolotów) oraz 2 pociągi pancerne (jednym z nich był „Wardan Zorawar” pod komendą kpt. Sargisa Musaeliana). Na największym armeńskim jeziorze Sewan działała flotylla ochronna pod dowództwem kpt. 1 rangi Jazona K. Tumanowa. Liczebność armii wynosiła ok. 40 tys. żołnierzy. Uzbrojenie było głównie produkcji rosyjskiej lub brytyjskiej. W kraju działały zakłady produkujące amunicję i przeprowadzające remonty broni.

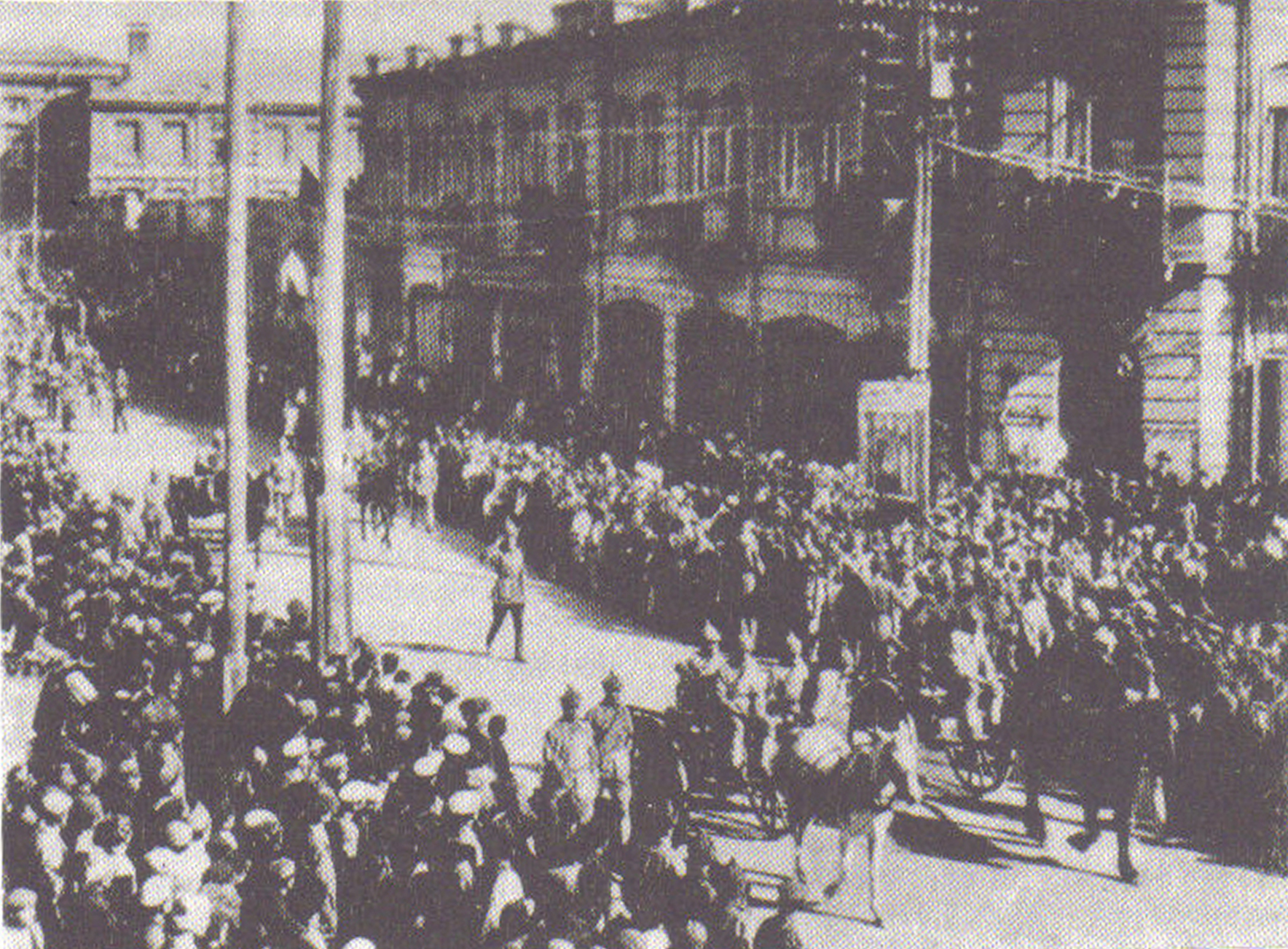
Oddziały sowieckiej 11 Armii wkraczające do Erywania na pocz. grudnia 1920 roku

29 listopada 1920 r. grupa armeńskich bolszewików przy wsparciu Sowietów zajęła Idżewan, ogłaszając powołanie Komitetu Rewolucyjnego, wybuch powstania przeciw władzy dasznaków i ustanowienie Sowieckiej Armenii. 30 listopada poseł bolszewicki w Armenii Borys W. Legran proklamował wejście Armenii w strefę sowiecką. W rezultacie 2 grudnia doszło do zawarcia umowy z władzami armeńskimi w sprawie utworzenia Armeńskiej Republiki Socjalistycznej. 4 grudnia do Erywania bez walki wkroczyły wojska bolszewickie. Według umowy kadra dowódcza armii armeńskiej nie miała odpowiadać za działania prowadzone przeciwko wojskom bolszewickim. W krótkim czasie punkt ten został złamany. Do końca marca 1921 r. zostało aresztowanych przez Czeka ok. 1,4 tys. oficerów armeńskich, w tym 20 generałów, których przewieziono do obozów w głębi Rosji Sowieckiej.

## Udział w działaniach wojennych
Pierwszym konfliktem zbrojnym, w jakim uczestniczyła armeńska armia, była wojna graniczna z Demokratyczną Republiką Gruzji. Toczyła się w dniach 7–31 grudnia 1918 r. Punktem spornym były nadgraniczne tereny prowincji Lori i Samcche-Dżawachetia, które w dużej części zamieszkiwała ludność armeńska. Jeszcze w lipcu 1918 r. oddziały gruzińskie opanowały sporne obszary, wykorzystując zaangażowanie Armenii w walkę z Turkami. Na początku grudnia Ormianie wysłali tam swoje wojska, odnosząc zwycięstwo nad Gruzinami w bitwie pod wsią Sanahin. W wyniku kontrofensywy wojsk gruzińskich Ormianie zostali pokonani 29 stycznia pod Szulaweri. Gruzini zamierzali poprowadzić natarcie w kierunku na Erywań, ale duże straty poniesione w bitwie pod wsią Sadachło 31 stycznia uniemożliwiły dalszy marsz. Mediacja Brytyjczyków wstrzymała dalsze działania wojenne. 1 stycznia 1919 r. doszło do zawarcia paktu pokojowego, w wyniku którego Armenia oddała Gruzji Ardahan i Achalkalaki, w zamian za prowincję Lori z miastem Borchali.
Jednocześnie od samego początku istnienia Demokratycznej Republiki Armenii trwały starcia zbrojne z Azerami w Górskim Karabachu, Nachiczewanie i Zangezurze. Początkowo były w nie zaangażowane głównie ochotnicze oddziały terytorialne, złożone z miejscowej ludności, przy niewielkim wsparciu regularnych sił zbrojnych obu państw. W maju 1919 r. armeńska armia zaatakowała Republikę Araksu, założoną jeszcze pod koniec kwietnia 1918 r. przez działaczy protureckich przy pomocy władz Azerbejdżanu. Po zdobyciu Nachiczewanu i likwidacji Republiki Araksu w czerwcu 1919 r., doszło do starcia z wojskami azerbejdżańskimi. W lipcu tego roku oddziały armeńskie zostały odrzucone, w wyniku czego 10 sierpnia podpisano zawieszenie broni. Kolejny konflikt zbrojny rozpoczął się pod koniec marca 1920 r. Objął on wszystkie sporne obszary nadgraniczne. Wojnę zapoczątkowało powstanie Ormian w Górskim Karabachu, które wkrótce rozszerzyło się na inne tereny. 28 kwietnia tego roku Baku zostało zajęte przez wojska sowieckie, które wykorzystały zaangażowanie większości armii azerbejdżańskiej w konflikcie z Armenią. Sowieci nie rozbroili jednak wojsk azerbejdżańskich, walczących z Ormianami, ale wsparli je zbrojnie. 28 lipca oddziały sowieckie zdobyły Nachiczewan, proklamując tam autonomiczną republikę sowiecką. W odpowiedzi na początku sierpnia w kierunku na Nachiczewan zaatakowały wojska armeńskie, ale zostały odrzucone. Jednocześnie inny oddział wojsk armeńskich poniósł porażkę pod Szachtachty. W rezultacie 10 sierpnia podpisano w Erywaniu umowę pokojową, kończącą działaniu wojenne w prowincji Nachiczewan. W połowie września Armenia ześrodkowała swoje wojska nad granicą z Sowieckim Azerbejdżanem, które ponownie wkroczyły na obszar Nachiczewanu, a także Górskiego Karabachu. Władze Nachiczewańskiej ASRR zwróciły się o pomoc do Sowietów. Wojska sowieckie po raz drugi zwyciężyły nad Ormianami, odrzucając ich w granice Armenii.

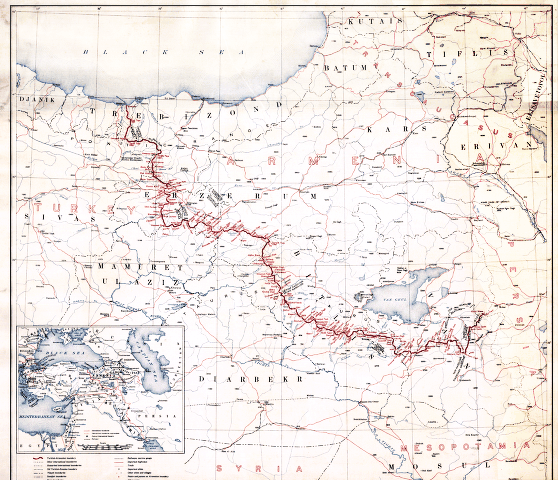
Granica armeńsko-turecka ustalona w 1920 roku

Ostatnim konfliktem wojennym, w który była zaangażowana Demokratyczna Republika Armenii, była wojna z Turcją, trwająca od 23 września do 2 grudnia 1920 r. Turcja była wspierana przez Rosję Sowiecką. Wojska tureckie z zaskoczenia zaatakowały nadgraniczne obszary Armenii, zajmując w krótkim czasie Kars, Sarykamysz i Ardagan. 7 listopada Turcy zdobyli Aleksandropol, zaś następnego dnia zaproponowali zawarcie rozejmu. Wprawdzie jeszcze 11 listopada wznowiono działania wojenne, ale już 22 listopada Ormianie zgodzili się na wszystkie żądania tureckie. Było to m.in. wynikiem braku uzyskania pomocy wojskowej Ententy przez armeńską delegację polityczno-wojskową, która w poł. października została wysłana do Paryża. W rezultacie 2 grudnia w Aleksandropolu podpisano traktat pokojowy z Turcją, na mocy którego nadgraniczne obszary przejęli Turcy.

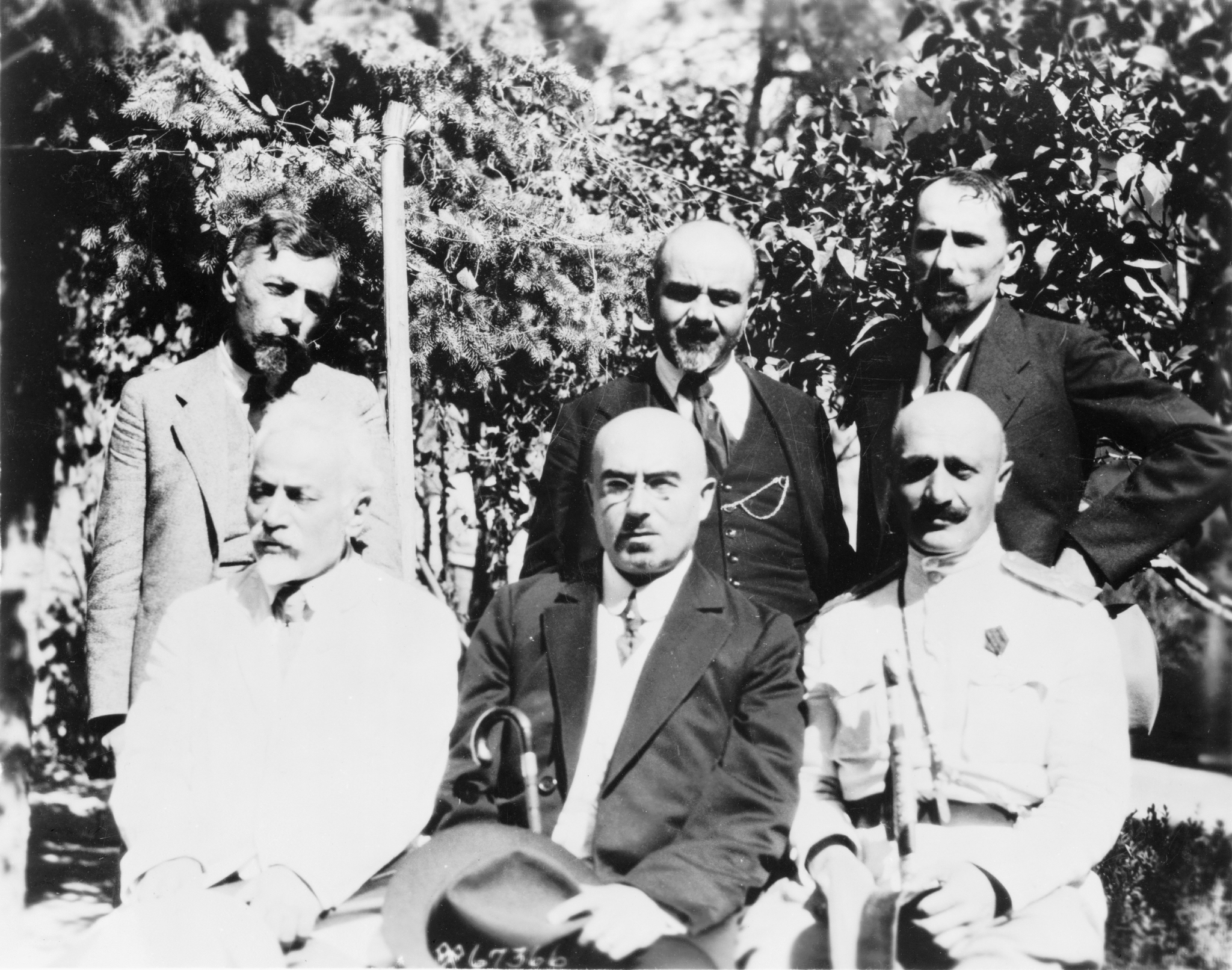
Członkowie drugiego rządu Demokratycznej Republiki Armenii, 1 października 1919 r. (w dolnym rzędzie siedzi minister obrony gen. mjr Chaczatur Araratian)

## Generałowie sił zbrojnych Demokratycznej Republiki Armenii
- gen. lejt. Paweł Melik-Szachnazarow
- gen. lejt. Iwan Achwerdow (Oganes Achwerdian)
- gen. lejt. Foma Nazarbekow (Towmas Nazarbekian)
- gen. lejt. Konstantin Gamazow
- gen. lejt. Mowses Silikow (Mowses Silikian)
- gen. mjr Iwan Bagramow (Iwan Bagramian)
- gen. mjr Christofor Araratow (Chaczatur Araratian)
- gen. mjr Jakow Bagratuni
- gen. mjr Iwan Kazarow
- gen. mjr Michaił Areszow (Michaił Areszian)
- gen. mjr Drastamat Kanajan
- gen. mjr Gawriił Korganow
- gen. mjr Andriej Iwanow
- gen. mjr Ruben Bazajew
- gen. mjr Wasilij Choromanski
- gen. mjr Nikołaj Pawłowski
- gen. mjr Julian Brzezinski
- gen. mjr Grigorij Szełkownikow
- gen. mjr Danieł-Bek Pirumow (Danieł-Bek Pirumian)
- gen. mjr Andriej Melik-Szachnazarow
- gen. mjr Andranik Ozanian